# ミネルヴァのフクロウ

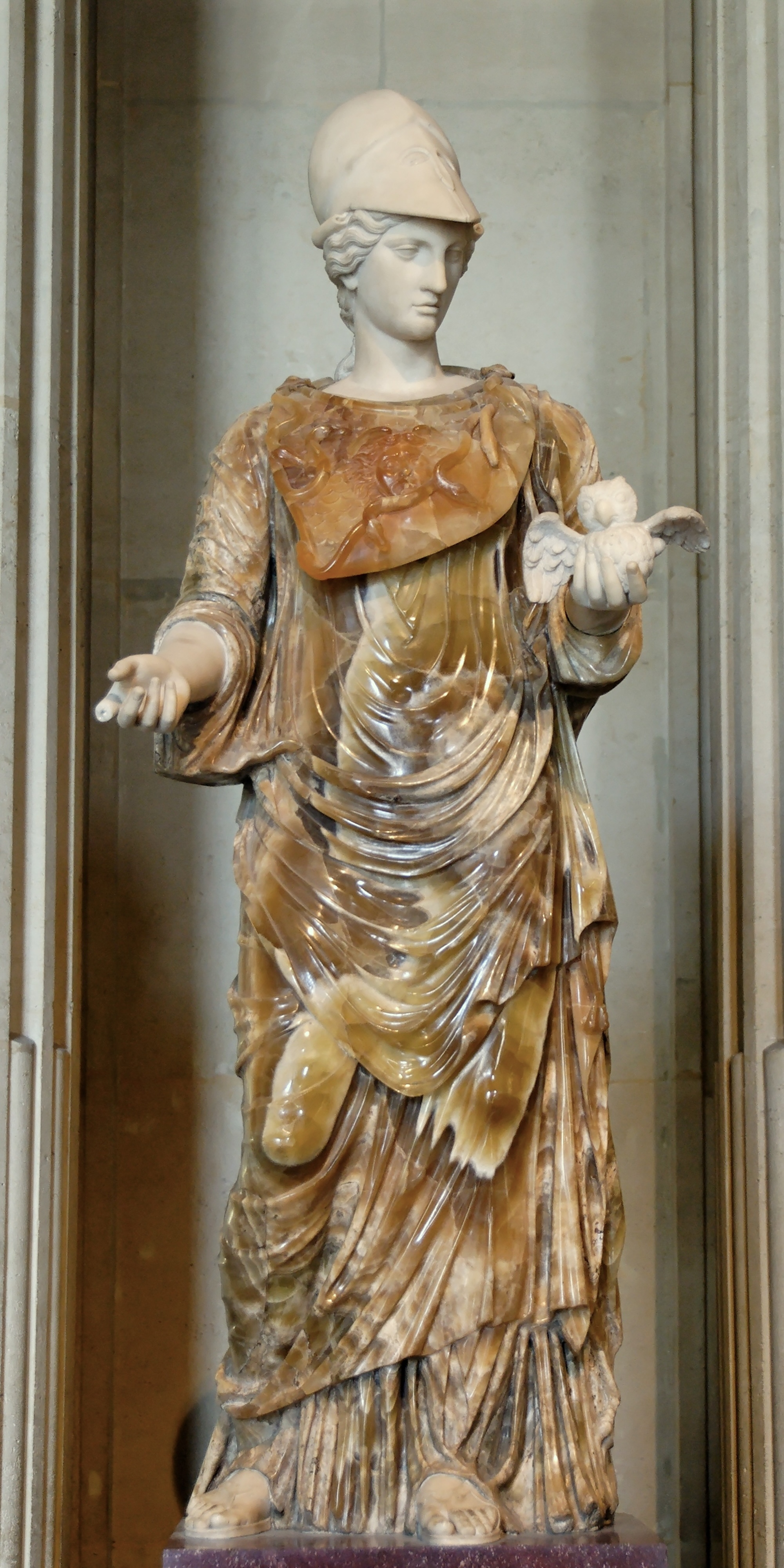
フクロウを左手に持つミネルウァ像。大理石、2世紀、ルーヴル美術館蔵。

ミネルヴァのフクロウは、ローマ神話の女神ミネルウァ（ミネルヴァ、ミネルバ）が従えているフクロウであり、知恵の象徴とされる。
ゲオルク・ヴィルヘルム・フリードリヒ・ヘーゲルが『法の哲学』（1821年）の序文で「ミネルヴァの梟は迫り来る黄昏と共に漸く飛び始める」（ドイツ語: die Eule der Minerva beginnt erst mit der einbrechenden Dämmerung ihren Flug）と述べたことはよく知られている。以後、特に哲学の比喩とされるようになった。「即ちヘーゲルに依れば、哲学はいつでも遅れて来るもので、現実がその形成過程を完成した後に現われ、これを追思惟 nachdenkenするものである。かように現実が終った後に哲学が始まるとするのは、哲学を観想的な性質のものとすることであり、哲学に予言者的な性質を要求する立場とは固より、哲学の実践的な性格を力説する立場と対立している。」（三木清「ミネルヴァの梟」）

## 脚注

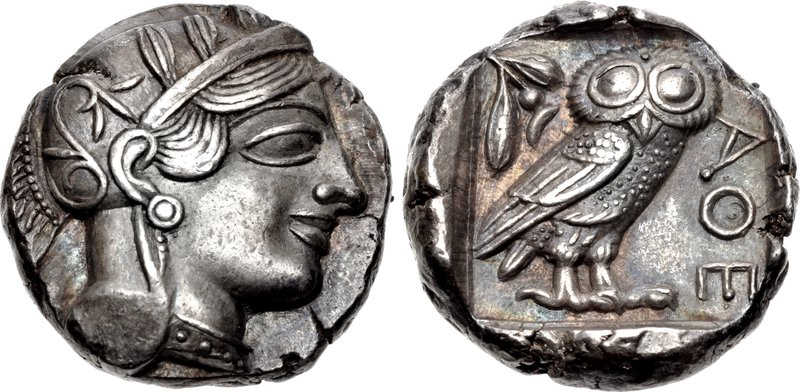
紀元前5世紀アテナイのテトラドラクマ銀貨。左がアテーナー（後代のミネルウァ）女神、右がフクロウ。